# Atreus
Trong thần thoại Hy Lạp, Atreus (/ˈeɪtriəs/ AY-tri-əs, /ˈeɪtruːs/ AY-trooss; tiếng Hy Lạp: Ἀτρεύς) là vua thành Mycenae xứ Peloponnesus. Ông là con trai của Pelops với Hippodamia, cũng là cha của Agamemnon và Menelaus. Hậu duệ của ông được gọi là Atreidai hoặc Atreidae.
Atreus và Thyestes, người anh em sinh đôi của ông bị người cha Pelops bắt phải trục xuất vì đã giết người anh em cùng cha khác mẹ là Chrysippus để có quyền được trị vì Olympia. Nhân lúc vua Eurystheus thành Mycenae đang chiến đấu với các Heracleidae là con cháu của người anh hùng Heracles, Atreus và Thyestes đã đến thành Mycenae để lên ngôi báu. Tưởng chừng hai người chỉ trị vì tạm thời, thế nhưng Eurystheus đã tử trận.
Theo hầu hết các nguồn cổ xưa cho biết Atreus là cha đẻ của Pleisthenes, nhưng theo một số nhà thơ cổ đại (Ibycus, Bacchylides), Pleisthenides được dùng làm tên thay thế cho chính Atreus  (Pleisthenides vốn là con trai của Pleisthenes).

## Atreides
Atreides là thuật ngữ dùng để chỉ một trong hai người con trai của Atreus, Agamemnon hoặc Menelaus. Atreidae hoặc Atreidai là để chỉ chung cả hai người con trai của ông.

## Dòng dõi của Atreus
Dòng dõi của Atreus bắt đầu từ Tantalus, con trai của thần Zeus với nymphe Plouto. Ông là người đã giết chết chính con trai mình là Pelops để làm thịt đãi cho các vị thần Olympia thưởng thức. Hầu hết các vị thần đều biết rõ âm mưu thâm độc đó của Tantalus. Nhưng nữ thần Demeter đã ăn mất phần vai của Pelops. Các vị thần đã trừng phạt Tantalus thích đáng. Còn Pelops thì được các thần cứu sống, vai của Pelops được thay thế bằng ngà voi với sự giúp đỡ của thần rèn Hephaetus.

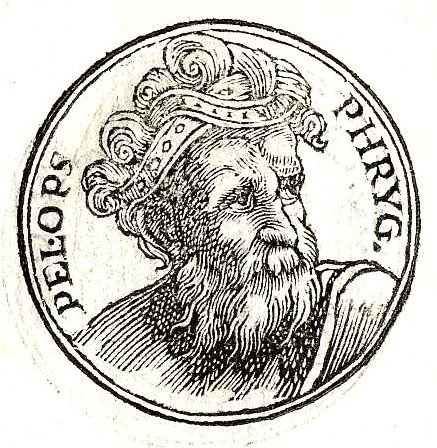
Pelops

Khi trưởng thành, Pelops kết hôn với công chúa  Hippodamia sau khi chiến thắng trong cuộc đua xe ngựa với cha của cô là vua Oenomaus. Sau đó, người giúp đỡ Pelops chiến thắng là Myrtilus, một người hầu của nhà vua Oenomaus, đã bị Pelops giết chết.

### Mối thù giữa hai anh em Atreus và Thyestes

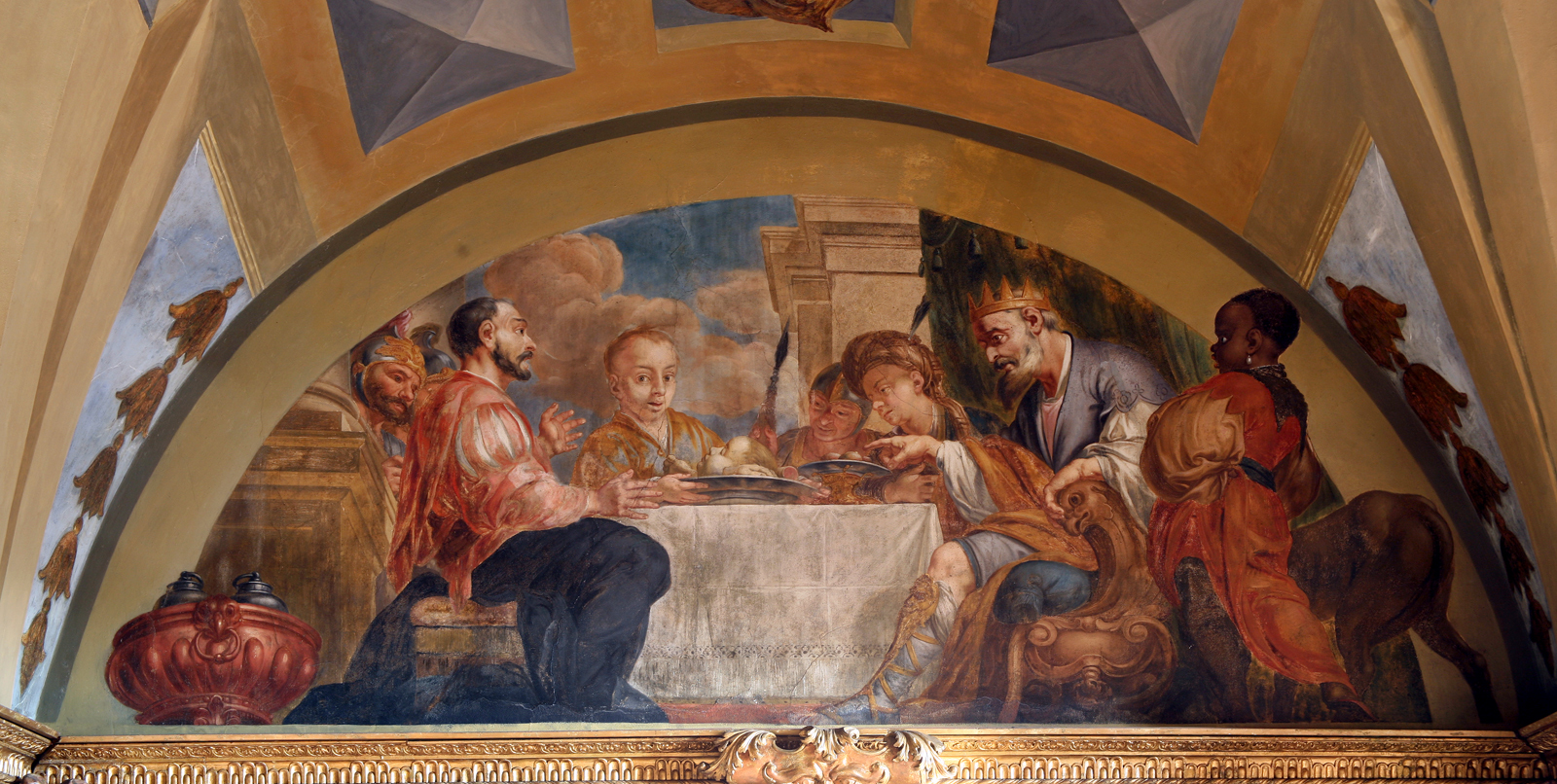
Atreus và Thyestes

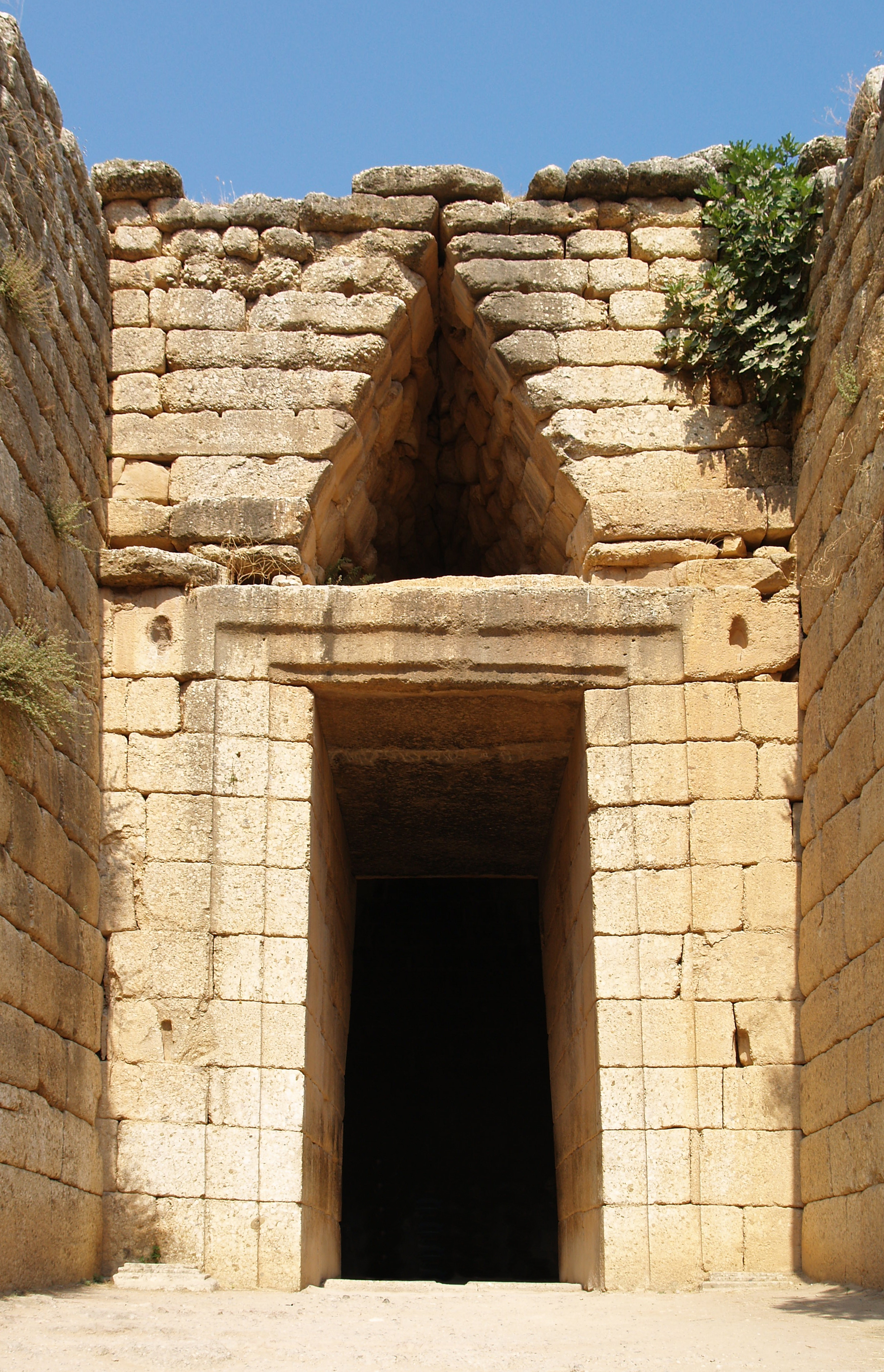
Nơi được gọi là "Kho bạc của Atreus", được xây dựng vào khoảng năm 1250 TCN.

Pelops và Hippodamia có với nhau nhiều người con, trong đó có hai anh em sinh đôi là Atreus và Thyestes. Theo một số dị bản, cả hai người đã giết người anh em cùng cha khác mẹ của họ là Chrysippus. Vì tội ác đó, Hippodamia, Atreus và Thyestes đã bị đày đến thành Mycenae, sau đó Hippodamia đã được cho là treo cổ tự tử ở đây.
Atreus từng hứa sẽ hiến tế con cừu tốt nhất của mình cho nữ thần Artemis. Tuy nhiên, khi tìm thấy một con cừu vàng, ông đã tặng cho người vợ, Aerope, để trốn tránh nữ thần. Aerope lại đưa nó cho Thyestes, khi đó là người tình của bà. Thyestes đã thách Atreus rằng ai có con cừu vàng sẽ được lên làm vua thành Mycenae. Vậy là Thyestes đã lên ngôi và trị vì thành Mycenae.
Atreus giành lại được ngôi báu nhờ lời phán truyền từ thần Zeus. Zeus đã phái Hermes đến gặp Atreus, thần Hermes khuyên ông làm sao để Thyestes chấp thuận rằng nếu mặt trời mọc ở phía tây và lặn ở phía đông thì ngai vàng phải được trao trả lại cho Atreus. Thyestes đã đồng ý. Nhưng thần mặt trời Helios đã thực sự điều khiển cỗ xe ngựa của mình để mặt trời mọc ở nơi nó thường hay lặn và rồi lặn xuống ở nơi nó thường mọc, vì thần không thể chịu đựng được sự bất công của việc Thyestes cướp ngôi vua.  Mọi người sau đó đều cúi đầu trước Atreus, người đàn ông đã phải cố gắng xoay sở để đảo ngược chu kỳ của mặt trời.
Khi quay trở lại ngôi vương, Atreus biết được Aerope đã ngoại tình với Thyestes liền quyết định trả thù. Ông giết những người con của Thyestes, làm thịt chúng và chỉ chừa lại phần tay và chân. Rồi ông lừa Thyestes khiến ông ta ăn thịt chính các con của mình. Thyestes lại bị trục xuất vì tội ăn thịt người. Tức giận, Thyestes đến đền thờ cầu xin các vị thần giúp ông giết được Atreus. Vậy là ông đã được phán truyền rằng: Muốn giết được Atreus, ông phải có có một đứa con trai với chính Pelopia, con gái của ông. Tuy nhiên, khi Aegisthus, con trai của Thyestes và Pelopia sinh ra, đứa bé đã bị mẹ bỏ rơi. Một người chăn cừu đã tìm thấy Aegisthus rồi trao nó cho vua Atreus nuôi dưỡng như con ruột của mình. Sau đó Atreus lại cưới Pelopia làm vợ.
Khi trưởng thành, Aegisthus mới biết được sự thật rằng Thyestes chính là cha ruột của anh. Aegisthus đã nổi điên tìm giết Atreus, mặc dù trước đó Atreus và Aerope đã có hai con trai, Agamemnon và Menelaus, và một con gái là Anaxibia.

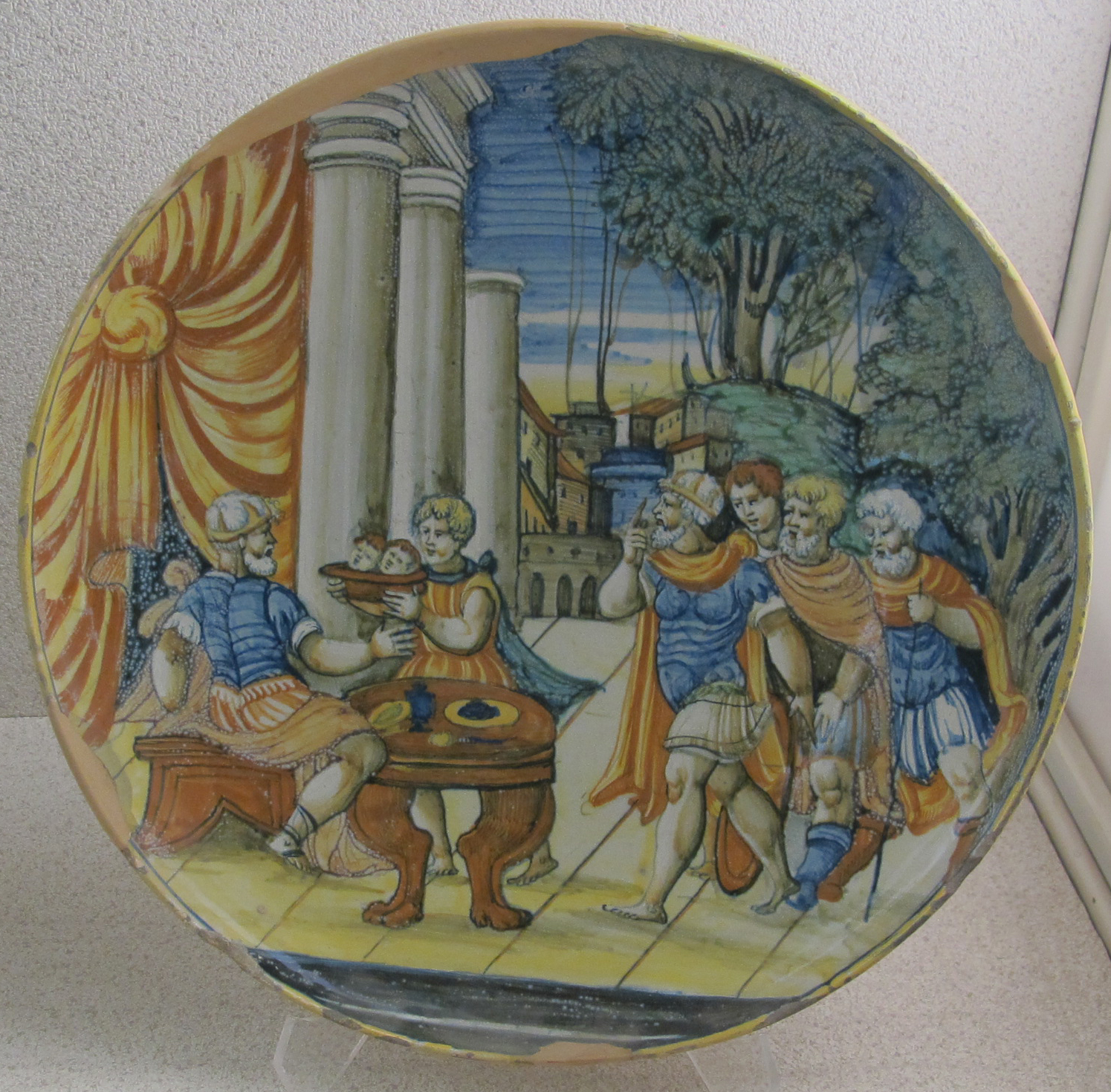
Atreus và Thyestes